# Hydromantes brunus
Hydromantes brunus är en groddjursart som beskrevs av Joe Gorman 1954. Hydromantes brunus ingår i släktet Hydromantes och familjen lunglösa salamandrar. IUCN kategoriserar arten globalt som sårbar. Inga underarter finns listade i Catalogue of Life.